# 1455.
◄ | 14. stoljeće | 15. stoljeće | 16. stoljeće | ►
◄ | 1420-ih | 1430-ih | 1440-ih | 1450-ih | 1460-ih | 1470-ih | 1480-ih | ►
◄◄ | ◄ | 1452. | 1453. | 1454. | 1455. | 1456. | 1457. | 1458. | ► | ►►
Arhitektura • Astronomija • Glazba • Knjige • Književnost • Kršćanstvo • Medicina • Pravo • Promet • Slikarstvo • Znanost

## Događaji
- Počinje gradnja Palazzo Venezia u Rimu, monumentalne palače stambeno-fortifikacijskog karaktera i značajnog primjera rimske profane arhitekture quattrocenta.

## Vanjske poveznice
|  | Zajednički poslužitelj ima još gradiva o temi 1455. |